# Stefan Błachowski
Stefan Błachowski (ur. 19 maja 1889 w Opawie, zm. 31 stycznia 1962 w Warszawie) – polski psycholog, profesor Uniwersytetu Poznańskiego.

## Życiorys

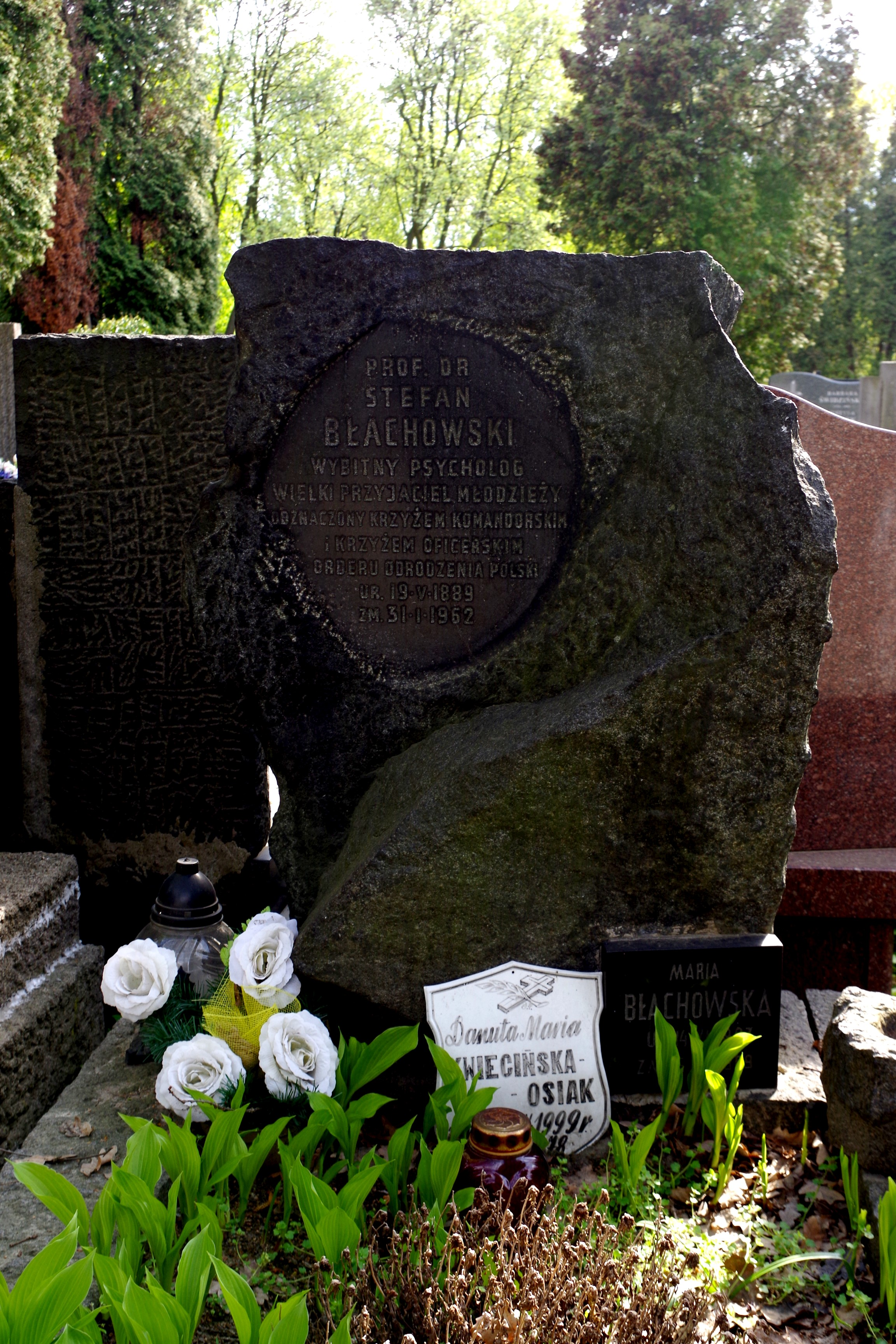
Grób prof. Stefana Błachowskiego na Cmentarzu Wojskowym na Powązkach w Warszawie

Był synem lekarza wojskowego Konstantego i Marii Niklas. Kształcił się w szkole ludowej i w C. K. V Gimnazjum we Lwowie, w 1907 rozpoczął studia z filozofii, psychologii i filologii na Uniwersytecie Lwowskim. W 1909 przeniósł się na krótko na uniwersytet w Wiedniu, następnie na uniwersytet w Getyndze (1909–1913, psychologia, fizyka, biologia). Uzupełniał studia z biologii ponownie w Wiedniu (1913). Na uniwersytecie w Getyndze obronił w 1913 doktorat. W 1914 ożenił się z Marią Elbracht-Huelseweh. W latach 1914–1919 pracował na Uniwersytecie Lwowskim, był starszym asystentem i od 1917 docentem w Katedrze Filozofii, od 1918 bibliotekarzem Biblioteki Uniwersyteckiej. Kilka z lat formalnego zatrudnienia na uczelni spędził na frontach I wojny światowej (1914–1916). Brał również udział – jako ochotnik – w obronie Lwowa w latach 1918–1919.
W 1919 przeniósł się na Uniwersytet Poznański, gdzie był profesorem nadzwyczajnym, następnie profesorem zwyczajnym (1921), kierownikiem Katedry Psychologii (1919–1960), dziekanem Wydziału Humanistycznego (1934–1937), prorektorem (1938/39 i 1945/46) i rektorem (1946–1948). Jako kurator kierował Katedrami Pedagogiki (1947–1950) i Etnografii (1956–1959). Prowadził na uniwersytecie wykłady z psychologii eksperymentalnej i historii psychologii. Współpracował również z Centralną Wojskową Szkołą Gimnastyki i Sportów (1920–1929), gdzie prowadził zajęcia z psychologii ogólnej i psychologii sportu. Te same przedmioty wykładał po II wojnie światowej w Wyższej Szkole Wychowania Fizycznego w Poznaniu (w Katedrze Teorii i Metodyki Wychowania Fizycznego). Wchodził w skład Rady Narodowej przy Ministerstwie Oświaty (1945–1947). W czasie II wojny światowej uczestniczył w tajnym nauczaniu w Warszawie.
W latach 30. przyczynił się do powstania Zakładu Psychologii Uniwersytetu Wileńskiego. Po wojnie jako prorektor i rektor Uniwersytetu Poznańskiego zajął się odbudową spalonego przez Niemców Zakładu Psychologii oraz innych gmachów (m.in. biblioteki) oraz domów mieszkalnych profesorów. Brał aktywny udział w życiu naukowym; w 1946 został członkiem korespondentem, a dwa lata później członkiem czynnym PAU. Był również członkiem Poznańskiego Towarzystwa Przyjaciół Nauk (od 1920), w 1925 należał do grona założycieli Polskiego Towarzystwa Antropologicznego, a w 1930 – Poznańskiego Towarzystwa Psychologicznego. Od 1948 (do końca życia) pełnił funkcję prezesa Polskiego Towarzystwa Psychologicznego, a 1959–1961 wiceprezesa Polskiego Towarzystwa Higieny Psychicznej. Polskie Towarzystwo Psychiatryczne oraz Czeskie Towarzystwo Psychotechniczne nadały mu członkostwo honorowe. Brał udział w Międzynarodowych Kongresach Psychologicznych w Berlinie, Kopenhadze, Moskwie, Paryżu, Pradze, Barcelonie i Wiedniu, utrzymywał kontakty z wieloma autorytetami światowej psychologii, m.in. Jeanem Piagetem.
Jego studentami byli m.in. Józef Reutt, Kazimierz Dąbrowski i Tadeusz Szczurkiewicz.
Był odznaczony Krzyżem Oficerskim (1951) i Komandorskim Orderu Odrodzenia Polski oraz Medalem 10-lecia Polski Ludowej.
Zmarł 31 stycznia 1962 w Warszawie, gdzie został pochowany na Cmentarzu Wojskowym na Powązkach (kwatera II B 28, rząd 13, miejsce 28).

## Dorobek naukowy
W pracy naukowej zajmował się psychofizjologią, psychologią religii, psychologią pamięci. Jako pierwszy w Polsce prowadził doświadczalne badania nad omamami i psychozami religijnymi. Był również pionierem polskich badań nad pamięcią i zdolnościami matematycznymi. Zajmował się rolą wyobraźni, pamięci, erudycji, podświadomości i pomysłów w twórczości naukowej. Zainicjował polskie badania nad psychologią sportu. Ogłosił ponad 100 prac naukowych.

## Wybrane prace
- O wirtuozach liczb (1911)
- Czem jest i czem będzie psychologia (1912)
- Kilka uwag o psychologii typów matematycznych (1912)
- Pamięć a świadomość (1913)
- Zjawiska kontrastu optycznego u anormalnych trichromatów (1913)
- O pamięci, jej istocie i kształceniu (1916)
- Nastawienia i spostrzeżenia. Studium psychologiczne (1917)
- O stanie i potrzebach organizacyjnych psychologii w Polsce (1918)
- Problem myślenia bez słów (1918)
- O wrażeniach położenia i ruchu (1919)
- Chronometryczne badania nad przebiegiem startu (1924)
- O szkole dla uzdolnionych (1924)
- Struktura typów wyobrażeniowych (1925)
- W sprawie analizy wybitnych zdolności rachunkowych (1925)
- Kłamstwo (1932)
- Wyniki psychologii pedagogicznej (1934)
- O sztucznych ekstazach i widzeniach (1938)